# Требазелеге
Требазелеге, Требазелеґе (італ. Trebaseleghe, вен. Trebasełeghe) — муніципалітет в Італії, у регіоні Венето, провінція Падуя.
Требазелеге розташоване на відстані близько 420 км на північ від Рима, 28 км на північний захід від Венеції, 24 км на північний схід від Падуї.
Населення — 12 807 осіб (2014).
Щорічний фестиваль відбувається 8 вересня, на свято Різдва Пресвятої Богородиці.

## Демографія
Населення за роками:

Станом на 1 січня 2023 року в муніципалітеті офіційно проживали 1323 іноземці з 53 країн, серед них 590 громадян країн Євросоюзу та 21 громадянин України.

## Сусідні муніципалітети
- Кампозамп'єро
- Массанцаго
- Ноале
- Пьомбіно-Дезе
- Скорце
- Церо-Бранко